# Neki to vole vruće
Neki to vole vruće (slovensko Nekateri so za vroče) je pop rock duet, ustanovljen leta 1985 v Zagrebu. Zasedbo danes sestavljata vokalista Silvestar Dragoje in Miroslav Stanić, ki sta tekom let sodelovala z večjim številom instrumentalistov. Skupina je največjo prepoznavnost dosegla v poznih osemdesetih letih dvajsetega stoletja, ob izidu albumov Kakva noć in Jeans generacija. Dandanes je njena popularnost omejena zlasti na hrvaško govoreči del bivše države.

## Ime
Zasedba si je nadela ime po debitantskem albumu. Navdih za naslov je našla v filmskem svetu, natančneje v priljubljeni črno-beli romantični komediji Nekateri so za vroče (ang Some Like It Hot), z Marilyn Monroe v glavni vlogi. Glavna člana zasedbe sta se pod vse albume podpisovala z vzdevkoma Šomi in Đimi.

## Zgodovina

### Zgodnje obdobje
Skupino sta leta 1984 po služenju obveznega vojaškega roka ustanovila dolgoletna prijatelja Silvestar Dragoje in Miroslav Stanić. Začetek sodelovanja sta leta 1985 potrdila z izdajo albuma Neki to vole vruće, po katerem sta si tudi nadela ime. Številni hiti so album izstrelili na vrh glasbenih lestvic. Zaradi izdelanega sloga, v katerem je prevladoval pop rock, ga je širša javnost dobro sprejela, kar je potrdila velika prodaja na celotnem jugoslovanskem trgu. Večina glasbenih urednikov je album zaradi izpolnjevanja kriterijev kulture zahodnega pop rocka ocenjevala kot izjemno prodoren. Leta 1986 je izšel drugi studijski album z naslovom Jeans generacija. Z njim je zasedba ponovno navdušila jugoslovansko javnost in upravičila visoke ocene kritikov. Veliki hiti kot so Jeans generacija, Teška vremena in Što će taj čovjek tu so se predvajali po radijskih postajah širom Jugoslavije, duet pa se je odpravil na prvo večjo turnejo, z zaključkom v Zagrebškem domu športa. Za potrebe koncertov sta ustanovitelja okoli sebe zbrala spremljevalno skupino zagrebških instrumentalistov, ki so izvajanje popestrili z igranjem vživo.

### 1988–1990
Leta 1988 je izšel album Kakva noć. Naslovna pesem je bila tistega leta uvrščena med pet najpogosteje predvajanih pesmi na hrvaških radijskih postajah. Izdaji albuma je sledila turneja, ki je v veliki meri potekala tudi v srbsko govorečem delu države. Leto kasneje je nastal album Kad lavina krene (slo Ko se sproži plaz). Zaradi napetosti v tistem času je album uradno izšel šele leta 1991. Naslovno pesem so nekateri označili za prerokbo, saj je z verzi in načinom izvedbe na nek način napovedala prihajajoče dogodke Hrvaške domovinske vojne. Za album so značilne predvsem ljubezenske pesmi, ki so nagovarjale predvsem ženski del publike. 

### 1991–1993
Leta 1991 sta se člana zasedbe priključila obrambi hrvaške države. Sodelovala sta pri projektu hrvaških glasbenikov, v katerem je novo ustanovljeni Hrvaški band aid posnel domoljubno pesem Moja domovina. Kljub vojni je zasedba leta 1993 posnela in izdala album Ljubavne priče, za katerega je nekaj tekstov prispeval Zlatan Stipišić-Gibonni. Nekatere pesmi z albuma, zlasti Zagrli me nježno, Ti si ta in Ne zaboravi, so postale veliki hiti.

### 1995–danes
Leta 1995 je Miroslav Stanić zapustil zasedbo in se posvetil solo karieri. Silvestar Dragoje se je odločil, da skupine ne razpusti. Leta 2000 sta izšla albuma Boja noći in Opasan plan, leto kasneje pa še kompilacija albuma Neki to vole vruće, ki je bil istega leta nominiran za hrvaško glasbeno nagrado Porin. Leta 2014 se je v zasedbo ponovno vrnil Miroslav Stančić. Skupina od tistega leta dalje spet nastopa na hrvaških odrih.

## Diskografija

### Studijski albumi
- Neki to vole vruće
- Jeans generacija
- Kakva noć!
- Kad lavina krene
- Ljubavne priče
- Boja noći
- Opasan plan[4]

### Kompilacije
- Neki to vole vruće - The best of 15 years[4]